# Unione Sportiva Pro Vercelli 2002-2003
Questa pagina raccoglie le informazioni riguardanti l'Unione Sportiva Pro Vercelli nelle competizioni ufficiali della stagione 2002-2003.

## Divise e sponsor
| 1ª divisa | 2ª divisa |

## Rosa
| N. |                   | Ruolo | Calciatore          |
| -- | ----------------- | ----- | ------------------- |
|    | Italia (bandiera) | A     | Davide Andorno      |
|    | Italia (bandiera) | C     | Fabio Bellotti      |
|    | Italia (bandiera) | D     | Roberto Birolini    |
|    | Italia (bandiera) | A     | Alessandro Comi     |
|    | Italia (bandiera) | C     | Andrea Cristiano    |
|    | Italia (bandiera) | C     | Antonino D'Agostino |
|    | Italia (bandiera) | C     | Ivan Ferretti       |
|    | Italia (bandiera) | C     | Marco Ferro         |
|    | Italia (bandiera) | C     | Guido Gallovich     |
|    | Italia (bandiera) | C     | Andrea Gorrini      |
|    | Italia (bandiera) | C     | Simone Grillo       |
|    | Italia (bandiera) | C     | Marcello Koffi Teja |
|    | Italia (bandiera) | D     | Iacopo La Rocca     |

| N. |                    | Ruolo | Calciatore                       |
| -- | ------------------ | ----- | -------------------------------- |
|    | Italia (bandiera)  | D     | Federico Lazzeri                 |
|    | Italia (bandiera)  | C     | Fabio Lorenzini                  |
|    | Italia (bandiera)  | P     | Federico Marchetti               |
|    | Niger (bandiera)   | C     | Ikeciukwu Godspower (Ike) Nwigwe |
|    | Croazia (bandiera) | D     | Igor Ostopanj                    |
|    | Italia (bandiera)  | C     | Salvatore Pantaleo               |
|    | Italia (bandiera)  | D     | Antonio Pedrocchi                |
|    | Italia (bandiera)  | D     | Federico Peluso                  |
|    | Italia (bandiera)  | C     | Andrea Tagliaferri               |
|    | Italia (bandiera)  | A     | Romano Tozzi Borsoi              |
|    | Italia (bandiera)  | C     | Stefano Turi                     |
|    | Italia (bandiera)  | D     | Filippo Vianello                 |